# Etüden (Chopin)

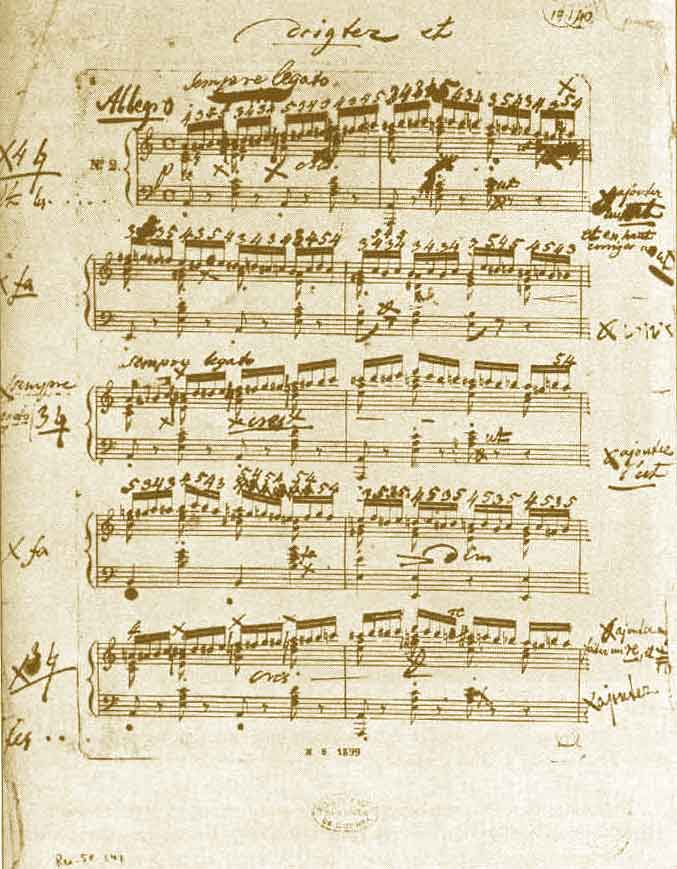
Korrekturfahne von op. 10.2 mit handschriftlichen Anmerkungen Chopins

Frédéric Chopin schrieb insgesamt 27 Etüden für Klavier: 12 Etüden op. 10 (erschienen 1833), 12 Etüden op. 25 (erschienen 1837) und weitere drei Etüden für den 3. Teil (Études de perfectionnement pour le piano, erschienen 1840) der Klavierschule Méthodes des Méthodes von Ignaz Moscheles und François-Joseph Fétis. Die drei Etüden sind später auch separat unter dem Titel Trois nouvelles études erschienen.

## Bedeutung
Als „Magna Charta des Klavierspiels“ (Karl Schumann) gehören sie zu den bedeutendsten Klavierkompositionen der Musikgeschichte. Große Klavierkomponisten wie Alkan, Skrjabin, Debussy und Rachmaninow haben sich an ihnen orientiert. Technisch interessante, aber musikalisch umstrittene Bearbeitungen sind die Studien über die Etüden von F. Chopin (Godowsky). Die Chopin-Etüden sind

„… als Tonstücke in Etudenform allgemein als eine künstlerische Höchstleistung im Gebiet der mechanisch-technisch wertvollen, wie geistig-inhaltlich bedeutenden Klavierliteratur anerkannt … und behalten ihre ewige Bedeutung.“

Franz Liszt und Józef Wieniawski waren die ersten Pianisten, die Chopin-Etüden öffentlich aufführten.

## Opus 10
Die Etüden wurden zwischen 1829 und 1832 komponiert und sind Franz Liszt gewidmet.

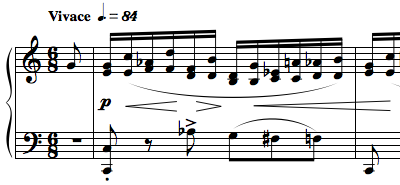
op. 10.7

- Nr. 1, C-Dur – Allegro. Arpeggierte Dezimen in der rechten Hand. Hohes Tempo bei großer dynamischer Entfaltung. Chopin gibt im Manuskript 176 Viertel je Minute an, wobei das Tempo in verschiedenen Ausgaben großzügig reduziert wurde.
- Nr. 2, a-Moll – Allegro. chromatische Sechzehntelgänge in den sich überlappenden Fingern 3–4–5 der rechten Hand, mit den Fingern 1–2 werden diese mit derselben Hand harmonisiert.
- Nr. 3, E-Dur – Lento ma non troppo. Dreiteilige Liedform mit kantablem Thema im A- und beidhändig sequenzierten übermäßigen Quarten bzw. großen Sexten im B-Teil.
- Nr. 4, cis-Moll – Presto, con fuoco.
- Nr. 5, Ges-Dur – Vivace. Pentatonische sequenzierte Terzen in der rechten Hand, es werden in der rechten Hand fast ausschließlich schwarze Tasten gebraucht.
- Nr. 6, es-Moll – Andante. Dreiteilige Liedform mit kantablen Themen. Technisch vergleichsweise nicht herausfordernd (wird beim Internationalen Chopin-Wettbewerb in einer Kategorie mit den Nocturnes geführt).
- Nr. 7, C-Dur – Vivace.
- Nr. 8, F-Dur – Allegro, veloce.
- Nr. 9, f-Moll – Allegro molto agitato.
- Nr. 10, As-Dur – Vivace assai.
- Nr. 11, Es-Dur – Allegretto.
- Nr. 12, c-Moll – Allegro con fuoco. Revolutionsetüde genannt.

## Opus 25
Das zweite Etüdenwerk entstand zwischen 1833 und 1837 und ist der Gräfin Marie d’Agoult, der damaligen Lebensgefährtin Franz Liszts, gewidmet.

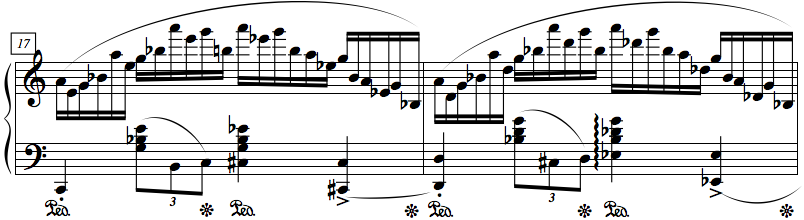
op. 25.11

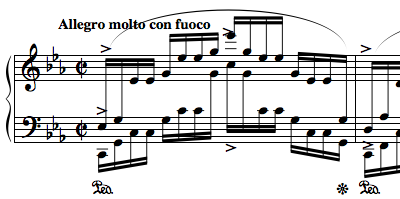
op. 25.12

- Nr. 1, As-Dur – Allegro sostenuto. Harfenetüde genannt. Während der fünfte Finger der rechten Hand die Melodietöne anschlägt, gestalten die übrigen die arpeggierte Begleitung, moduliert frei und endet nach schnellen Akkordbrechungen in beiden Händen in As-Dur. Die Schwierigkeit liegt hier in den teils weiten Arpeggien und der cantabilen Gestaltung der Melodiestimme.
- Nr. 2, f-Moll – Presto. im Allabreve 4er- gegen 2er-Triolen.
- Nr. 3, F-Dur – Allegro. Sexten und Oktaven in jedem Achtel beider Hände, eingeschobene Zweiunddreißigstel, Synkopen, orchestrale H-Dur-Modulation.
- Nr. 4, a-Moll – Agitato. Basssprünge links, Synkopen rechts.
- Nr. 5, e-Moll – Vivace. Vorschlagsstudie mit weiten arpeggierten Grundakkorden links, lyrischer Mittelteil in der Varianttonart E-Dur (più lento).
- Nr. 6, gis-Moll – Allegro. Allabreve: Terzenetüde genannt.
- Nr. 7, cis-Moll – Lento. Melodie in der linken Hand. Celloetüde genannt.
- Nr. 8, Des-Dur – Vivace. Sextenetüde genannt.
- Nr. 9, Ges-Dur – Allegro assai.
- Nr. 10, h-Moll – Allegro con fuoco. Oktaven mit Mittelstimme in beiden Händen, sanglicher Mittelteil in H-Dur. Oktavenetüde genannt.
- Nr. 11, a-Moll – Allegro con brio. Winterwind genannt.
- Nr. 12, c-Moll – Allegro molto con fuoco. parallel laufende gebrochene Akkorde in beiden Händen.

## Etüden ohne Opuszahl
In Composées pour la Méthode des Méthodes de Moscheles et Fétis wurden die kurzen Etüden 1840 von Maurice Schlesinger ohne Opuszahl veröffentlicht.
- f-Moll – Andantino. Im Legato Triolen gegen Achtel.
- As-Dur – Allegretto. Triolen gegen Achtel.
- Des-Dur – Allegretto. Zwei verschiedene Artikulationen in der rechten Hand, die Mittelstimme staccato, die Oberstimme legato.

## Paraphrasen
- Alistair Hinton: Étude en forme de Chopin, op. 26 (1992).
- Leopold Godowsky: Studien über die Etüden von F. Chopin. New York 1899, Berlin 1903.
- Friedrich Wührer: Achtzehn Studien zu Frederic Chopins Etuden in Motu Contrario. Heidelberg 1958.

## Einspielungen
Auswahl von bedeutenden Einspielungen, die zum großen Teil auf YouTube eingestellt sind:
Géza Anda, Claudio Arrau, Vladimir Ashkenazy, Wilhelm Backhaus, Paul Badura-Skoda, Boris Wadimowitsch Beresowski, Alfred Cortot, György Cziffra, François-René Duchâble, Andrei Wladimirowitsch Gawrilow, Werner Haas, Adam Harasiewicz, Raoul Koczalski, Lang Lang, Kurt Leimer, Nikita Magaloff, Murray Perahia, Edith Picht-Axenfeld, Maurizio Pollini, Daniil Olegowitsch Trifonow, Arcadi Volodos, Daniil Trivonov